# 115312 Whither
115312 Whither este un asteroid din centura principală de asteroizi.

## Descriere
115312 Whither este un asteroid din centura principală de asteroizi. A fost descoperit pe 19 septembrie 2003 la Wrightwood de James Whitney Young. Asteroidul prezintă o orbită caracterizată de o semiaxă mare de 2,40 ua, o excentricitate de 0,13 și o înclinație de 3,0° în raport cu ecliptica.